# داتو كو جعفر كو
داتو كو جعفر كو شعاري هو سيفير ماليزي يشغل منصب الأمين العام لمنظمة الثمانية النامية للتعاون الاقتصادي.
التحق السفير جعفر بالخدمة العامة الماليزية في عام 1981. وفي مسيرته الدبلوماسية في ماليزيا، شغل منصب أعلى مبعوث ماليزيا في قطر وبروناي ومصر. وكان القائم بالأعمال في سفارة ماليزيا في زغرب، كرواتيا وكذلك في عمان، الأردن. كما عمل في بعثات دبلوماسية مختلفة بصفات مختلفة.
في وزارة الخارجية الماليزية، عمل السفير جعفر في الأجنحة الثنائية والمتعددة الأطراف والأكاديمية. قام بإصلاح وتولى الأعمال الرئيسية في إعادة هيكلة منظمة التعاون الإسلامي، كما قام بتطوير وتوجيه برنامج الكفاءة المهنية للدبلوماسيين الماليزيين خلال مكتبه في معهد الدبلوماسية والعلاقات الخارجية.
يحمل السفير جعفر لقبين فخريين هما Ahli Mahkota Kedah (AMK) و Dato 'Setia DiRaja Kedah (DSDK) الممنوحة له في عامي 2001 و2006 على التوالي. متزوج وله ثلاثة أطفال.
وكان السفير جعفر قد أعرب عن التزامه الراسخ بالارتقاء بمنظمة الثمانية النامية للتعاون الاقتصادي إلى مستوى جديد ؛ وأعرب عن اعتقاده أن المنظمة لديها الكثير لتحققه من أجل الصالح العام للشعوب. وأعرب عن ثقته في أنه، بالتنسيق مع الدول الأعضاء، سيتم بلوغ أهداف المنظمة القابلة للتحقيق قبل الإطار الزمني المستهدف بوقت طويل، وتحقيقا لهذه الغاية، سعى إلى استمرار التعاون من جميع أصحاب المصلحة.